# ルーキー野球団・東北楽天ゴールデンイーグルス物語
『ルーキー野球団・東北楽天ゴールデンイーグルス物語』（ルーキーやきゅうだん・とうほくらくてんゴールデンイーグルスものがたり）は、2005年に『週刊ヤングジャンプ』で連載されたノンフィクション漫画。

## 概要
2005年に誕生したプロ野球チーム「東北楽天ゴールデンイーグルス」の選手たちをテーマとしたノンフィクションである。楽天ダウンロードでは連載された1週間後にデジタル版として無料で読むことが出来る。全10回の連載予定だったが、9話で連載を終了した。ただしその後「特別編」が掲載されたので、通算では全10回である。
原作は会津泰成、作画は飯星シンヤ。1話完結の形のため、主人公は毎回変わる。

## ストーリー
2005年度、プロ野球に新規参入した、東北楽天ゴールデンイーグルス! その道のりは、決して易しいものではなかった!! 苦難に立ち向かい、不屈の闘志で挑むイヌワシ軍団! そんな監督・選手たちの戦いを、ドキュメンタリータッチで描く唯一の楽天野球団公認コミック!!

## エピソード
- 第1話 キャプテン・礒部公一の挑戦
- 第2話 監督・田尾安志の原点
- 第3話 エース・岩隈久志の重圧
- 第4話 名参謀・松井優典の改革
- 第5話 山崎武司・元ホームラン王の意地
- 第6話 さすらいの仕事師(セットアッパー）・吉田豊彦
- 第7話 不屈の平常心・中村武志
- 第8話 沖原佳典の決意！
- 第9話 ありがとう、田尾監督
- 特別編 田尾楽天の365日

## 登場人物
礒部公一
外野手。東北楽天ゴールデンイーグルスの初代選手会長。背番号8。
梨田昌孝
大阪近鉄バファローズ最後の監督。第1話のみ登場。背番号73。
中村紀洋
内野手。近鉄の主砲。第1話のみ登場。背番号5。
古田敦也
ヤクルトスワローズの捕手。第1話のみ登場。背番号27。
田尾安志
初代監督。背番号88。
岩隈久志
投手。楽天のエース。背番号21。
藤井彰人
捕手。背番号31。
松井優典
2軍監督。2005年シーズン途中、ヘッドコーチに。背番号87。
山崎武司
内野手。楽天の大砲。背番号7。
吉田豊彦
中継ぎ投手陣の一角。背番号49。
中村武志
ベテラン捕手。火の車状態の楽天投手陣をリードする。背番号39。
沖原佳典
内野手。シーズン途中に阪神タイガースからトレードで楽天に。背番号32。